# Apostolus Christinopolitanus

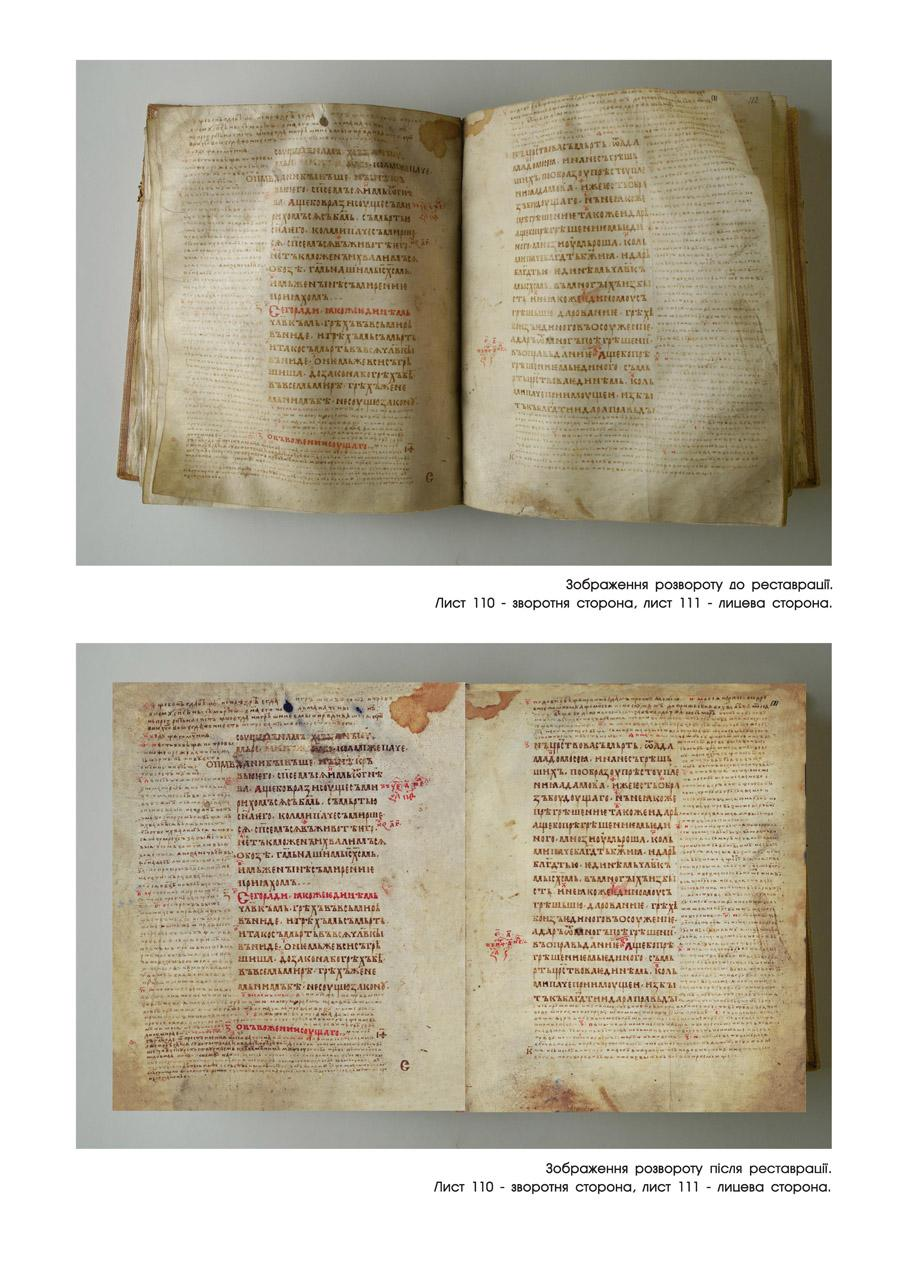
Fol. 110v und 111r vor und nach der Restaurierung

Der Apostolus Christinopolitanus ist eine Handschrift in kirchenslawischer Sprache in kyrillischer Schrift aus der Mitte des 12. Jahrhunderts aus der nordwestlichen Kiewer Rus. Sie enthält den Text der Apostelgeschichte, der katholischen und paulinischen Briefe des Neuen Testaments (mit Lücken), den Euthalianischen Apparat und umfangreiche Kommentare. Der Text ist auf 299 erhaltenen Pergamentseiten in der Mitte von Anmerkungen am Rand umgeben. Diese Form entspricht byzantinischen Handschriften, ist in anderen altrussischen Texten aber unüblich.
Auch der Text folgt griechischen Vorlagen und weicht zum Teil von anderen altkirchenslawischen Fassungen ab. Trotzdem stellt er ein wichtiges Zeugnis früher slawischer Textüberlieferung dar.
Der Entstehungsort ist unbekannt. Das Manuskript wurde im 19. Jahrhundert in Krystynopol (heute Tscherwonohrad) gefunden. 291 Blätter befinden sich heute im Historischen Museum in Lwiw (Signatur MS 37), 8 Blätter in der Ukrainischen Nationalbibliothek in Kiew (MS VIII.3).